# Mięsień podłużny dolny
Mięsień podłużny dolny (łac. musculus longitudinalis inferior) – w anatomii człowieka jeden z mięśni wewnętrznych języka. Biegnie w głębi języka od wierzchołka do nasady i stanowi przedłużenie mięśnia podłużnego górnego na powierzchnię dolną języka. Z przodu biegnie między mięśniem bródkowo-językowym a rylcowo-językowym, z tyłu między bródkowo-językowym a gnykowo-językowym. Mięsień ten skraca język i opuszcza koniec języka wysuniętego. Otrzymuje włókna ruchowe od nerwu podjęzykowego.